# Nam Cao
Nam Cao, właśc. Trần Hữu Tri (ur. 29 października 1917, zm. 30 listopada 1951), imię chrzcielne Giuse – wietnamski pisarz.
Pochodził z prowincji Hà Nam. Przedstawiciel nurtu realistycznego w literaturze wietnamskiej. Uczestniczył w walkach o wyzwolenie Wietnamu w czasie II wojny światowej i po jej zakończeniu, był jednym z założycieli Stowarzyszenia Pracowników Kultury w Obronie Ojczyzny (Hội văn hóa cứu quốc). Podczas I wojny indochińskiej był korespondentem na froncie. Schwytany przez żołnierzy francuskich, został rozstrzelany w Hoàng Đan, w prowincji Ninh Bình.
Był autorem powieści i opowiadań zawierających wątki autobiograficzne, m.in. Sống mòn („Zmarnowane życie”, 1944), Chuyện biên giới („Opowieści z pogranicza”, 1945) czy Đôi mắt („Oczy”, 1945).